# Číměř (Vysočina)
Číměř é uma comuna checa localizada na região de Vysočina, distrito de Třebíč.